# Brooklyn Nine-Nine (6.ª temporada)
A sexta temporada do sitcom estadunidense Brooklyn Nine-Nine foi encomendada pela National Broadcasting Company (NBC) em 11 de maio de 2018, estreou em 10 de janeiro de 2019 na NBC e foi finalizada em 16 de maio de 2019, contando com 18 episódios.  A temporada foi produzida pela Universal Television em associação com Dr. Goor Productions, Fremulon e 3 Arts Entertainment; com Dan Goor como showrunner e produtor executivo. É a primeira temporada a ser exibida na NBC, depois que a série foi cancelada em 10 de maio de 2018 pela FOX. A temporada foi ao ar às noites de quinta-feira às 21h00, horário do leste dos EUA.
Está é a última temporada a contar com Chelsea Peretti como Gina Linetti no elenco principal da série, bem como é a primeira a contar com Dirk Blocker como Michael Hitchcock e Joel McKinnon Miller como Norm Scully. Blocker e McKinnon foram promovidos ao elenco principal no episódio seguinte da saída de Peretti.
A sexta temporada é estrelada por Andy Samberg como Jake Peralta, Stephanie Beatriz como Rosa Diaz, Terry Crews como Terry Jeffords, Melissa Fumero como Amy Santiago, Joe Lo Truglio como Charles Boyle, Chelsea Peretti como Gina Linetti, Andre Braugher como Raymond Holt, Dirk Blocker como Michael Hitchcock e Joel McKinnon Miller como Norm Scully.

## Enredo
Holt descobre que perdeu a posição de comissário para John Kelly e é levado a uma profunda depressão até que Jake e Amy o incentivem a defender as políticas regressivas de Kelly, resultando na nova retaliação do comissário contra a 99. Gina deixa o emprego depois de decidir que seus talentos seriam mais bem aproveitados em outros lugares e se torna uma celebridade de sucesso na internet. Amy e Jake debatem se querem filhos ou não. Terry passa no exame de tenente e vence pela primeira vez o "Roubo de Cinco de Mayo", antes realizado no Halloween.
Jake e Holt descobrem que Kelly está usando seu novo aplicativo de dicas anônimas para prender ilegalmente a população, forçando-os a recrutar alguns de seus antigos rivais para expor seus crimes. Graças a Jake e Wuntch organizando uma prisão por um sequestro falso, Kelly é suspenso e Wuntch se torna a comissária interina.

## Elenco e personagens
| - Andy Samberg como Detetive Jake Peralta - Stephanie Beatriz como Detetive Rosa Diaz - Terry Crews como Sargento (depois Tenente) Terry Jeffords - Melissa Fumero como Sargento Amy Santiago - Joe Lo Truglio como Detetive Charles Boyle - Chelsea Peretti como Gina Linetti - Andre Braugher como Capitão (depois Oficial de Patrulha) Raymond Holt - Dirk Blocker como Detetive Michael Hitchcock - Joel McKinnon Miller como Detetive de 3.º grau Norm Scully | - Phil Reeves como Comissário John Kelly - Marc Evan Jackson como Doutor Kevin Cozner - Stewart como Cheddar - Craig Robinson como Doug Judy - Kevin Dorff como Hank - Olga Merediz como Julia Diaz - Bertila Damas como Camila Santiago - Reggie Lee como Doutor Ronald Yee - Antonio Raul Corbo como Nikolaj Boyle - Drew Tarver como Oficial de Polícia Gary Jennings - Winston Story como Bill - Tim Meadows como Caleb - Ken Marino como Capitão Jason Stentley, vulgo "C.J" - Dean Winters como Detetive Keith Pembroke, vulgo "O Abutre" - Kyra Sedgwick como Chefe de Departamento (depois Comissária) Madeline Wuntch - Sarah Philips como Emily Pembroke | - Alan Ritchson como Detetive Scully (jovem) - Wyatt Nash como Detetive de 3.º grau Hitchcock (jovem) - Donna D'Errico como Marissa Costa - Daniel Di Tomasso como Gio Costa (jovem) - Paul Rust como Mikey Joseph - Yassir Lester como Quentin Chase - Mario Lopez como ele mesmo - Eugene Lee Yang como Theo Lorql - Nicole Byer como Trudy Judy - Rob Riggle como Rob Dulubnik - Michael Mosley como Franco McCoy - Karan Soni como Gordon Lundt - Briga Heelan como Keri Brennan - Jonathan Chase como Seth Haggerty - Lin-Manuel Miranda como David Santiago - Ike Barinholtz como Gintars Irbe - Cameron Esposito como Jocelyn Pryce - David Paymer como Doutor William Tate - Julia Sweeney como Pam - Oliver Muirhead como Dean Wesley Allister - Bob Stephenson como Zelador Randy - Sean Astin como Knox |

Notas
1. ↑  Creditada até "Four Movements". Aparece como convidada especial em "Return of the King".
2. 1 2  Promovidos para o elenco principal em "A Tale of Two Bandits".

## Episódios
| N.º na série | N.º na temp. | Título                  | Dirigido por         | Escrito por                  | Exibição original       | Cód. de produção | Audiência (milhões) |
| --- | ------------ | ----------------------- | -------------------- | ---------------------------- | ----------------------- | ---------------- | ------------------- |
| 113 | 1            | "Honeymoon"             | Giovani Lampassi     | Neil Campbell                | 10 de janeiro de 2019   | 601              | 3.54                |
| Jake e Amy usam o seguro de casamento para passar a lua de mel em um resort de praia no México. Eles acabam ficando no mesmo hotel que Holt, que está tirando um tempo para se recuperar da perda do título de Comissário para John Kelly. Quando sua depressão começa a arruinar as férias e o leva a pensar em deixar o emprego, os recém-casados tentam descobrir como elevar o ânimo. Enquanto isso, Terry luta para liderar a delegacia durante a ausência de Holt, e Charles tenta descobrir o motivo pelo qual seu pai está se divorciando da mãe de Gina. |              |                         |                      |                              |                         |                  |                     |
| 114 | 2            | "Hitchcock & Scully"    | Cortney Carrillo     | Lang Fisher                  | 17 de janeiro de 2019   | 602              | 2.83                |
| Jake e Charles investigam um caso dos dias mais novos de Hitchcock e Scully para determinar se os dois detetives mais velhos estão retendo dinheiro roubado. Devido à campanha de Holt contra John Kelly, o comissário fecha o primeiro andar da delegacia e força a maioria dos departamentos a trabalhar em um espaço apertado, levando Amy e seus oficiais a entrar em conflito com Terry e Rosa. Gina ajuda Holt a se preparar para uma entrevista na televisão. |              |                         |                      |                              |                         |                  |                     |
| 115 | 3            | "The Tattler"           | Jennifer Arnold      | David Phillips               | 24 de janeiro de 2019   | 603              | 2.75                |
| Na reunião de 20 anos do ensino médio de Jake e Gina, Jake e Amy tentam descobrir quem enquadrou Jake como "The Tattler" ("O Dedo-duro") e arruinou seu último ano, enquanto Gina tenta se vender na frente de um potencial investidor. Holt, Terry, Hitchcock e Scully tentam ganhar um concurso de rádio. Charles ajuda Rosa a escolher entre dois possíveis interesses amorosos. |              |                         |                      |                              |                         |                  |                     |
| 116 | 4            | "Four Movements"        | Luke Del Tredici     | Phil Augusta Jackson         | 31 de janeiro de 2019   | 604              | 2.72                |
| Gina anuncia à delegacia que está saindo e planeja ter um "momento Gina" especial com cada um de seus colegas de trabalho nas duas semanas seguintes. Holt a joga em um jogo de xadrez e questiona seu futuro. Rosa e uma Amy emocional a levam para um almoço. Jake organiza uma festa de despedida para ela e tenta convidar Mario López. |              |                         |                      |                              |                         |                  |                     |
| 117 | 5            | "A Tale of Two Bandits" | Cortney Carrillo     | Luke Del Tredici             | 7 de fevereiro de 2019  | 605              | 3.04                |
| Doug Judy finge sua morte e trabalha com Jake e Terry para descobrir quem está replicando seus crimes como o "Pontiac Bandit", apenas para descobrir que é sua irmã, Trudy Judy. Quando os bombeiros tentam fazer de Shaw o seu novo ponto de encontro local, o resto da delegacia os desafia a um concurso de bebidas para manter seu lugar favorito. |              |                         |                      |                              |                         |                  |                     |
| 118 | 6            | "The Crime Scene"       | Michael McDonald     | Justin Noble                 | 14 de fevereiro de 2019 | 606              | 2.56                |
| Jake e Rosa são designados para um caso de assassinato complicado que parece ter pouca ou nenhuma pista. A investigação se torna ainda mais difícil quando Jake promete à mãe da vítima que eles encontrarão o assassino. |              |                         |                      |                              |                         |                  |                     |
| 119 | 7            | "The Honeypot"          | Phil Augusta Jackson | Carol Kolb                   | 21 de fevereiro de 2019 | 607              | 2.35                |
| Enquanto tentam encontrar um novo assistente, Jake e Holt descobrem que o Comissário Kelly enviou um espião para se apresentar como candidato. Jake acredita que eles podem usar o espião contra Kelly, enquanto Holt acha que é melhor se livrar dele. Amy tenta limpar o recinto lotado convencendo os outros a se livrar de seus itens valiosos. |              |                         |                      |                              |                         |                  |                     |
| 120 | 8            | "He Said, She Said"     | Stephanie Beatriz    | Lang Fisher                  | 28 de fevereiro de 2019 | 609              | 2.36                |
| Amy e Jake investigam um caso em que uma empresária que quebrou o pênis de seu chefe afirma que ele a estava agredindo sexualmente. A experiência traumática do passado de Amy com o assunto a deixa determinada a levar o agressor à justiça, mesmo que isso signifique potencialmente comprometer o futuro da mulher. Enquanto isso, Terry e Charles acham que Holt está tentando reviver seus dias de glória quando acredita que seu arqui-inimigo, o Estrangulador da Disco, fingiu sua morte durante um transporte na prisão e está à solta. |              |                         |                      |                              |                         |                  |                     |
| 121 | 9            | "The Golden Child"      | Claire Scanlon       | Neil Campbell                | 7 de março de 2019      | 610              | 1.99                |
| Amy e Jake ajudam o irmão de Amy, David, a expor criminosos brasileiros que tentaram acusá-lo por abuso de drogas. Jake tenta impedir que o ciúme de Amy pelas realizações de David e ser o filho favorito de seus pais a sobrecarregue. Charles põe à prova as habilidades de atuação de Holt e Terry, deixando-os disfarçados na sala de espera com um criminoso do qual ele está tentando obter informações. |              |                         |                      |                              |                         |                  |                     |
| 122 | 10           | "Gintars"               | Linda Mendoza        | Andy Gosche                  | 14 de março de 2019     | 611              | 2.05                |
| O pai biológico de Nikolaj, Gintars, chega a Nova York para visitar seu filho. Quando Charles tem medo de ser ofendido por ele, Jake tenta encontrar uma maneira de tirar Gintars da cidade. Rosa fica irritada quando Amy e Holt convidam o famoso cientista forense Dr. Yee a usar suas moscas experimentais para inspecionar um caso de assassinato em que ela está trabalhando. Terry começa a entrar em pânico quando ouve como os ácaros podem se prender aos pelos humano. |              |                         |                      |                              |                         |                  |                     |
| 123 | 11           | "The Therapist"         | Rebecca Addelman     | Jeff Topolski                | 21 de março de 2019     | 608              | 2.13                |
| Jake ajuda Charles a investigar um caso de assassinato envolvendo um paciente psiquiatra, forçando-o a enfrentar seus próprios problemas com a terapia. Rosa hesita em fazer Holt conhecer sua namorada, temendo que ele seja muito crítico. Terry é sensível quando Amy o acusa de encomendar um livro sobre como melhorar sua vida sexual. |              |                         |                      |                              |                         |                  |                     |
| 124 | 12           | "Casecation"            | Beth McCarthy-Miller | Luke Del Tredici             | 11 de abril de 2019     | 612              | 1.88                |
| Com suas vidas de trabalho tão ocupadas ultimamente, Jake convida Amy para ajudá-lo a vigiar um mafioso em coma em um hospital enquanto comemorava seu aniversário. No entanto, sua "casecation" (Trabajunto) fica tensa quando eles começam a discutir se querem ou não um bebê. |              |                         |                      |                              |                         |                  |                     |
| 125 | 13           | "The Bimbo"             | Joe Lo Truglio       | Paul Welsh & Madeline Walter | 18 de abril de 2019     | 613              | 1.78                |
| Jake e Holt investigam um assalto na Universidade de Kevin na esperança de mostrar o intelecto de Holt aos colegas de Kevin. Amy e Terry competem sobre quem pode elevar a moral de seu esquadrão durante as atividades na hora do almoço. |              |                         |                      |                              |                         |                  |                     |
| 126 | 14           | "Ticking Clocks"        | Payman Benz          | Carol Kolb                   | 25 de abril de 2019     | 615              | 1.69                |
| Em um episódio que ocorre em tempo real, Jake e o esquadrão precisam rastrear um hacker que se infiltrou nos servidores da 99. Enquanto isso, Rosa lida com questões de relacionamento, Terry luta para lidar com um grupo de garotas, Amy corre do dentista para a delegacia e Hitchcock e Scully tentam cozinhar a lasanha perfeita. |              |                         |                      |                              |                         |                  |                     |
| 127 | 15           | "Return of the King"    | Melissa Fumero       | Phil Augusta Jackson         | 2 de maio de 2019       | 614              | 1.65                |
| Desde que deixou a delegacia, Gina se tornou uma celebridade de sucesso na Internet. Ela pede a ajuda de Jake e Terry para protegê-la contra um possível assassino em um encontro de fãs, embora os dois não fiquem empolgados com a forma como ela os arrasa há meses. Holt acha que Nikolaj pode ser um potencial gênio e tenta convencer Charles a mudar sua estratégia de criar filhos. Rosa fica presa em um armário graças às mãos enfaixadas e se recusa a pedir a ajuda de Amy. |              |                         |                      |                              |                         |                  |                     |
| 128 | 16           | "Cinco de Mayo"         | Rebecca Asher        | David Phillips               | 9 de maio de 2019       | 616              | 1.83                |
| Para aliviar parte do estresse do próximo exame de tenente de Terry, o grupo decide sediar o Roubo anual de Halloween (que eles foram forçados a cancelar no ano passado) em Cinco de Mayo. Jake se une a Terry, Holt se une a Amy e Charles se une a Rosa, mas todos estão dispostos a se esfaquear pelas costas quando tiverem a chance. Terry prova quem é o "Ultimate Human/Genius" e revela que ele já passou no exame de tenente semanas atrás. |              |                         |                      |                              |                         |                  |                     |
| 129 | 17           | "Sicko"                 | Matthew Nodella      | Justin Noble                 | 16 de maio de 2019      | 617              | 1.63                |
| Holt atribui um caso de serial killer a Jake e Charles e tenta evitar que eles usem o novo aplicativo do comissário John Kelly, que permite que os moradores enviem dicas anônimas. Terry descobre que ele está sendo transferido para Staten Island, já que a delegacia não tem dinheiro suficiente para mantê-lo como tenente, então ele tenta convencer um colega de trabalho a deixar o emprego e se tornar uma estrela da Broadway. Enquanto o aplicativo de Kelly ajuda Jake, Charles e Holt a encontrar o assassino, eles descobrem que a dica anônima foi enviada por um dos subordinados de Kelly. Devido à sua classificação mais alta e à evidência de mensagens de texto de Holt para Jake sobre derrubar Kelly, eles não conseguem denunciar sua atividade ilegal. |              |                         |                      |                              |                         |                  |                     |
| 130 | 18           | "Suicide Squad"         | Dan Goor             | Dan Goor & Luke Del Tredici  | 16 de maio de 2019      | 618              | 1.55                |
| Para expor os crimes de Kelly, Jake recruta "O Abutre", C.J. e Madeline Wuntch para encenar um sequestro e insultar Kelly. O plano se desfaz devido à inaptidão do Abutre e de C.J. e à desconfiança de Holt em Wuntch. Aparentemente, Wuntch trai a equipe e todos eles vão presos, mas depois é revelado que tudo era um plano de Jake para que ela tenha acesso ao telefone de Kelly. Kelly é suspenso e Wuntch se torna comissária interina até encontrar um substituto. Enquanto isso, Terry nega ter sido transferido para Staten Island, até que Wuntch usa sua posição temporária para alterar o orçamento e permitir que Terry fique na 99. No entanto, como Holt inadvertidamente revelou a Wuntch que ele passou apenas um mês como patrulheiro uniformizado antes de se tornar um detetive, o que viola as regras da polícia de Nova York, ela o força a voltar às ruas para compensar o tempo perdido. |              |                         |                      |                              |                         |                  |                     |

## Produção

### Desenvolvimento
Em 10 de maio de 2018, foi anunciado que a FOX havia cancelado Brooklyn Nine-Nine. Após o anúncio, outras redes, incluindo Netflix, Hulu e TBS, manifestaram interesse em renovar a série para uma sexta temporada. No entanto, mais tarde foi anunciado que as três redes se recusaram a pegar a série. Uma hashtag apoiando a renovação da série também se tornou a tendência número um no Twitter.
Em 11 de maio de 2018, um dia após o anúncio de seu cancelamento, a NBC adquiriu oficialmente a série para uma sexta temporada de 13 episódios. Um executivo da NBC afirmou sobre a série, "Desde que vendemos esse programa para a Fox, me arrependi de deixá-lo escapar, e é mais do que tempo de voltar à sua casa por direito." Em 7 de setembro de 2018, a NBC encomendou cinco episódios adicionais para a temporada, aumentando o total de episódios para 18.
A temporada estreou no meio da temporada de televisão de 2018-2019 e foi ao ar às quintas-feiras às 21h00.

### Casting
Todos os membros principais atuais do elenco retornaram para a sexta temporada. Em 3 de outubro de 2018, Chelsea Peretti anunciou que deixaria a série durante a sexta temporada. Ela foi esperada para continuar fazendo aparições após a partida. Sua cena final foi filmada na primeira semana de novembro de 2018. O episódio final de Peretti como membro do elenco principal foi o quarto episódio, intitulado "Four Movements"; ela voltou à série como atriz convidada no décimo quinto episódio, "Return of the King."

### Direção
A 6.ª temporada marca a primeira temporada que apresenta episódios dirigidos por um membro do elenco principal. Stephanie Beatriz dirigiu o episódio "He Said, She Said", que foi inspirado pelo Movimento Me Too e se concentra na investigação de um ataque sexual. Joe Lo Truglio dirigiu o décimo terceiro episódio, intitulado "The Bimbo" e Melissa Fumero dirigiu "Return of the King", que se concentra no retorno do personagem de Chelsea Peretti, Gina Linetti.

## Recepção

### Resposta da crítica
O site agregador de análises Rotten Tomatoes registra uma classificação de aprovação de 100%, com uma pontuação média de 8.36/10, com base em 24 avaliações. O consenso do site diz, "Após um período de incertezas e uma mudança para a NBC, Brooklyn Nine-Nine ressurge com seu elenco e tom totalmente intactos."

### Audiência
| №  | Título                  | Exibição original       | Rating/share (18–49) | Audiência (em milhões) | DVR (18–49) | Audiência em DVR (milhões) | Total (18–49) | Audiência total (em milhões) |
| -- | ----------------------- | ----------------------- | -------------------- | ---------------------- | ----------- | -------------------------- | ------------- | ---------------------------- |
| 1  | "Honeymoon"             | 10 de janeiro de 2019   | 1.2/5                | 3.54                   | 0.6         | 1.28                       | 1.8           | 4.82                         |
| 2  | "Hitchcock & Scully"    | 17 de janeiro de 2019   | 0.9/4                | 2.83                   | 0.5         | 1.02                       | 1.4           | 3.85                         |
| 3  | "The Tattler"           | 24 de janeiro de 2019   | 0.9/4                | 2.75                   | 0.4         | 0.99                       | 1.3           | 3.76                         |
| 4  | "Four Movements"        | 31 de janeiro de 2019   | 0.8/4                | 2.72                   | 0.5         | 0.96                       | 1.3           | 3.68                         |
| 5  | "A Tale of Two Bandits" | 7 de fevereiro de 2019  | 0.9/4                | 3.04                   | 0.4         | 0.91                       | 1.3           | 3.93                         |
| 6  | "The Crime Scene"       | 14 de fevereiro de 2019 | 0.8/4                | 2.56                   | 0.4         | 0.91                       | 1.2           | 3.47                         |
| 7  | "The Honeypot"          | 21 de fevereiro de 2019 | 0.8/4                | 2.35                   | 0.3         | 0.82                       | 1.1           | 3.17                         |
| 8  | "He Said, She Said"     | 28 de fevereiro de 2019 | 0.7/3                | 2.36                   | 0.4         | 0.88                       | 1.1           | 3.24                         |
| 9  | "The Golden Child"      | 7 de março de 2019      | 0.6/3                | 1.99                   | 0.5         | 1.00                       | 1.1           | 2.99                         |
| 10 | "Gintars"               | 14 de março de 2019     | 0.6/3                | 2.05                   | 0.4         | 0.91                       | 1.0           | 2.96                         |
| 11 | "The Therapist"         | 21 de março de 2019     | 0.5/3                | 2.13                   | 0.5         | 0.87                       | 1.0           | 3.00                         |
| 12 | "Casecation"            | 11 de abril de 2019     | 0.6/3                | 1.88                   | 0.3         | 0.81                       | 0.9           | 2.69                         |
| 13 | "The Bimbo"             | 18 de abril de 2019     | 0.5/3                | 1.78                   | 0.5         | 0.92                       | 1.0           | 2.70                         |
| 14 | "Ticking Clocks"        | 25 de abril de 2019     | 0.5/2                | 1.69                   | 0.4         | 0.88                       | 0.9           | 2.58                         |
| 15 | "Return of the King"    | 2 de maio de 2019       | 0.5/3                | 1.65                   | 0.5         | 0.87                       | 1.0           | 2.53                         |
| 16 | "Cinco de Mayo"         | 9 de maio de 2019       | 0.6/3                | 1.83                   | 0.4         | 0.84                       | 1.0           | 2.68                         |
| 17 | "Sicko"                 | 16 de maio de 2019      | 0.5/3                | 1.63                   | 0.5         | 0.92                       | 1.0           | 2.55                         |
| 18 | "Suicide Squad"         | 16 de maio de 2019      | 0.5/2                | 1.55                   | 0.5         | 0.91                       | 1.0           | 2.46                         |

## Lançamento em DVD
| Brooklyn Nine-Nine: Season Six                                                               |                                                                                              |                                                                                              |                           |                           |                           |
| Detalhes do DVD                                                                              | Detalhes do DVD                                                                              | Detalhes do DVD                                                                              | Características Especiais | Características Especiais | Características Especiais |
| - 18 episódios - 3 discos - Inglês (Dolby Digital 5.1 Surround) - Legendas: Inglês e Francês | - 18 episódios - 3 discos - Inglês (Dolby Digital 5.1 Surround) - Legendas: Inglês e Francês | - 18 episódios - 3 discos - Inglês (Dolby Digital 5.1 Surround) - Legendas: Inglês e Francês | Cenas deletadas           | Cenas deletadas           | Cenas deletadas           |
| Datas de lançamento                                                                          |                                                                                              |                                                                                              |                           |                           |                           |
| Região 1                                                                                     | Região 1                                                                                     | Região 2                                                                                     | Região 2                  | Região 4                  | Região 4                  |
| 20 de agosto de 2019                                                                         | 20 de agosto de 2019                                                                         | 26 de agosto de 2019                                                                         | 26 de agosto de 2019      | 28 de agosto de 2019      | 28 de agosto de 2019      |